# Isis Nezer de Landaeta

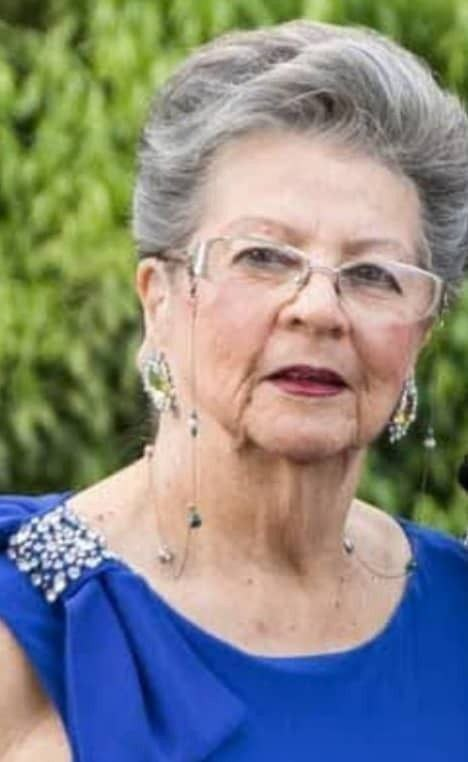
Isis Nezer de Landaeta

Isis Nezer de Landaeta es una médica y académica venezolana, conocida por ser Profesora Titular Jubilada de la Cátedra de Bioquímica, y ex-Directora de la Escuela de Medicina Luis Razetti de la Universidad Central de Venezuela (Caracas); asimismo por ser la primera mujer Presidente de la Academia Nacional de Medicina de Venezuela desde 2022.
Es también Indivíduo de Número de la Sociedad Venezolana de la Historia de la Medicina desde 1992, y miembro fundadora del Centro Nacional de Bioética. Obtuvo título como médico-cirujano en la UCV en 1960 y como doctor en Ciencias Médicas en la Universidad del Zulia en 2008.